# プラッツ (福祉用具)
株式会社プラッツ（PLATZ Co.,Ltd.）は、福岡県大野城市に本社を置き、介護用・医療施設用ベッドの製造・販売を手掛けている企業。東京証券取引所スタンダード市場並びに福岡証券取引所Q-Board上場。

## 概要
救急用酸素蘇生機の販売を目的として1992年に設立。介護用ベッドの販売は1997年に開始した。当時の介護用ベッドは約30万円前後と高額で、パラマウントベッドやフランスベッドなどの大手が80～90%のシェアを占めていた。
プラッツは「どんなによい商品でも、高くて買えないなら意味がない。子や孫が買ってあげられる価格で、しかも高品質なものにしたい」というコンセプトの下で、大手メーカー製品よりも機能を絞り込んだ介護用ベッドを開発し、価格も10万円以下に抑えることに成功した。その後も畳がリクライニングする介護用ベッドなどを開発した他、2016年からは医療施設用ベッドの製造・販売も手掛けている。
2024年には中国・ハイアールと業務提携を締結したと同時に、中国市場における合弁会社を設立した。

## 沿革
- 1992年7月 - 福岡県春日市にて有限会社九州和研として設立。
- 1995年6月 - 株式会社プラッツとして株式会社へ改組。
- 1997年4月 - 介護用電動ベットの販売を開始。
- 2001年7月 - 本社を福岡県大野城市に移転。
- 2003年1月 - 福岡工場を開設。
- 2012年8月 - ベトナム現地子会社としてPLATZ VIETNAM CO.,LTD.を設立。
- 2015年
  - 3月 - 東京証券取引所マザーズ並びに福岡証券取引所Q-Boardに株式を上場。
  - 8月 - 中国現地子会社として富若慈（上海）貿易有限公司を設立。
  - 10月 - SHENG BANG METAL CO.,LTDを持分法適用会社化。
- 2019年10月 - PLATZ VIETNAM CO.,LTD.株式をSHENG BANG METAL CO.,LTDへ譲渡。
- 2024年4月 - ハイアールと業務提携を締結。やまと産業株式会社を子会社化[6][7]。
- 2025年3月 - 東京証券取引所スタンダード市場に市場変更[8]。

## 事業所
- 本社・ショールーム・九州支店 - 福岡県大野城市仲畑2-3-17
- 北海道支店 - 北海道札幌市白石区東札幌五条1-2-22-102
- 東北支店 - 宮城県仙台市宮城野区高砂1-1-15
- 関東支店・関東ショールーム - 東京都大田区平和島6-1-1 TRCセンタービル7F
- 東海支店・東海ショールーム - 愛知県名古屋市名東区上社1-402
- 関西支店・関西ショールーム - 大阪府東大阪市中新開1-4-12
- 中四国支店 - 広島県福山市春日町7-2-6

## 関連会社
- やまと産業株式会社
- 富若慈（上海）貿易有限公司
- SHENG BANG METAL CO.,LTD